# Gonatodes petersi
Gonatodes petersi är en ödleart som beskrevs av  Donoso-barros 1967. Gonatodes petersi ingår i släktet Gonatodes och familjen geckoödlor. Inga underarter finns listade i Catalogue of Life.